# Defiant
«Defiant» (Дефіáнт) — український англо-російськомовний гурт, що грає у стилі melodic heavy-power metal з активним використанням елементів інших жанрів. Основна музична ідея Defiant - гармонійне поєднання енергійності і мелодизму. При цьому учасники колективу не уникають експериментів і знаходяться в постійному пошуку свіжих музичних ідей. 
Тематика пісень групи досить різнопланова. У процесі росту група відступила від звичних для power-metal міфологічно-фентезійних тематик, змістивши акцент на соціальні теми. 

## Історія гурту
Історія гурту починається восени 2008 року, коли частина учасників колективу Maska Loki ухвалила рішення про розформування гурту і створення нового проекту. Причиною рішення став тривалий творчий застій, і відсутність у частини старого колективу прагнення до розвитку. Склад був доукомплектований новими учасниками. Після тривалих дебатів про назву, колективу присвоїли ім'я Defiant (з англ. - зухвалий, непокірний). Днем народження групи вважається 23 жовтня 2008. Саме в цей день, за 2 тижні до дебютного виступу зібрався на репетицію перший склад Defiant. Оскільки спочатку група орієнтувалася на російськомовного слухача, було вирішено використовувати назву не в англійській (дефайент), а в латинській транскрипції (дефіант).
Перший склад гурту:

Дмитро Щасний - вокал  

Андрій Турковський - гітара  

Дмитро Пінчук - барабани  

Олена Табунщик - клавішні 

Богдан Кузьмін - бас-гітара 

Початком концертної діяльності для музикантів стала участь спочатку у відбірковому турі, а потім у фіналі благодійного концерту "В рамках захисту дитячих мрій".
У 2010 вийшов дебютний ЕР "Тем, кто хочет прозреть", його презентація відбулася 26 червня у Запорізькому рок-кафе Music Club Band. У 2011 EP був перевиданий з приходом у групу нового вокаліста Віталія Лобанова, з яким в 2012 році був записаний повноформатний альбом "Маскарад", куди увійшли 13 пісень. "Маскарад" підводить свого роду межу, в альбом увійшли пісні, написані колективом за час існування (виключаючи чотири композиції, що увійшли до ЕР).
Також окремі пісні гурту видавалися в різних рок-збірниках.

За результатами конкурсу, що був проведений у 2011 році вебзином Music Wall, гурт виграв у номінації "Группа года" 

Початок 2014 року ознаменувався виходом синглу "Умирал дракон". В епічній 10-хвилинної композиції, крім учасників колективу, відзначилися вокалісти та музиканти ряду інших відомих груп, таких як Hell:On (Запоріжжя), Sunrise (Київ), Крылья (Миколаїв), Фантом (Дніпродзержинськ). Також участь у запису взяв колишній гітарист групи Ария - Сергій Терентьєв. 
На рахунку колективу кілька десятків виступів, включаючи сольні концерти та участь у масштабних заходах, як мото-рок фестиваль «Вольниця», рок-фестиваль «Метелиця», Байкерський зліт «Полтавська битва», Рок-фестиваль "Za-поріг", байк-фестиваль «РОК УДАР», міжнародний фестиваль «Слов'янський Рок», міжнародний рок-фестиваль "кРок у майбутнє"

## Склад
Склад гурту неодноразово змінювався. Досить насиченим видався 2014 рік, коли змінилися троє учасників и гурт став мати наступний вигяд: 

Станіслав Прошкін - вокал  

Андрій Турковський - гітара  

Евген Смолін - барабани  

Вікторія Терзієва - клавішні 

Олег Яковлев - бас-гітара 

## Дискографія
| Назва                                 | Переклад                             | Тип              | Видавець          | Рік  |
| ------------------------------------- | ------------------------------------ | ---------------- | ----------------- | ---- |
| Тем, кто хочет прозреть               | Тим, хто хоче прозріти               | EP               | самостійно        | 2010 |
| Тем, кто хочет прозреть (переиздание) | Тим, хто хоче прозріти (перевидання) | EP               | самостійно        | 2011 |
| Маскарад                              | Маскарад                             | Студійний альбом | Sublimity-records | 2012 |
| Умирал дракон                         | Помирав дракон                       | Сингл            | самостійно        | 2014 |
| Ночь                                  | Ніч                                  | EP               | самостійно        | 2015 |